# Вулиця Остроградських
Вулиця Остроградських — вулиця у Франківському районі міста Львова, в місцевості Вулька. Сполучає вулицю Бой-Желенського з вулицями Лукаша та Відкритою.

## Історія
Нинішня вулиця Остроградських складається з двох ділянок. Обидві прокладені на початку XX століття.
Ділянка між нинішніми вулицями Бой-Желенського та Відкритою — від 1912 року мала назву Малаховського, на честь президента міста Львова Ґодзіміра Малаховського, на часі німецької окупації — Геббельсґассе, на честь німецького державного та політичного діяча, рейхсміністра народної освіти та пропаганди Німеччини Йозефа Геббельса, у 1946 році повернена назву — вул. Малаховського, від 1950 року — вулиця Пожарського, на честь московитського державного та військового діяча, князя Дмитра Пожарського, одного з організаторів та керівників народного ополчення (разом з Кузьмою Мініним) у 1611—1612 роках.
Ділянка, точніше відгалуження вулиці Остроградських у бік нинішньої вулиці Лукаша — від 1912 року мала назву Гурська, в часі німецької окупації, у 1943-1944 роках — Гьордаштрассе/Гердештрассе, у 1944-1946 роках — вулиця Горська, у 1946 році — уточнена на вулицю Гірську.
На початку 1990-х років вулиці Пожарського та Гірську об'єднали в одну вулицю, яку 1993 року назвали вулицею Остроградських, на згадку про представників козацько-старшинського та дворянського роду Остроградських з Полтавщини.

## Забудова
Забудова вулиці Остроградських — здебільшого у стилі польського конструктивізму 1930-х років.
№ 1 — чотириповерховий будинок, який за польських часів належав до Міських будинків сиріт, за радянських часів, тут містився Спеціальний дитячий притулок № 1, у 1956-1978 роках — восьмирічна школа-інтернат № 1, від 1978 року — санаторна школа-інтернат № 1 імені Ярослава Галана (для дітей із захворюваннями серцево-судинної системи). У 1993 році школі присвоєно ім'я Богдана-Ігоря Антонича, а повна назва — Львівська загальноосвітня санаторна школа-інтернат № 1 I—III ступенів імені Б.-І. Антонича. Нині — комунальний заклад Львівської обласної ради «Львівський науковий ліцей № 1 імені Б.-І. Антонича».
№ 14 — чотириповерховий будинок, збудований в середині 1950-х років.
№ 20 — п'ятиповерховий житловий будинок, збудований наприкінці 1950-х років.